# 1997 WU35
1997 WU35 är en asteroid i huvudbältet som upptäcktes den 29 november 1997 av LINEAR i Socorro County, New Mexico.
Den tillhör asteroidgruppen Koronis.